# Venustiano Carranza (Tabasco)
Venustiano Carranza es una localidad del municipio de Huimanguillo ubicado en la subregión de la Chontalpa del estado mexicano de Tabasco.

## Geografía
La localidad de Venustiano Carranza se sitúa en las coordenadas geográficas 17°46′38″N 93°31′59″O / 17.777222, -93.533056, a una elevación de 31 metros sobre el nivel del mar.

## Demografía
Según el Conteo de Población y Vivienda 2020, efectuado por el Instituto Nacional de Estadística y Geografía, la localidad de Venustiano Carranza tiene 365 habitantes, de los cuales 176 son del sexo masculino y 189 del sexo femenino. Su tasa de fecundidad es de 3.04 hijos por mujer y tiene 106 viviendas particulares habitadas.
| Gráfica de evolución demográfica de Venustiano Carranza entre 1970 y 2020 |
|                                                                           |
| INEGI.                                                                    |